# Ec Efrajim
Ec Efrajim (hebrejsky עֵץ אֶפְרַיִם, doslova „Efrajimovo dřevo“, podle biblického citátu z knihy Ezechiel 37,16 „...to je dřevo Efrajimovo a celého domu izraelského, jeho spojenců.“, v oficiálním přepisu do angličtiny Ez Efrayim, přepisováno též Etz Efraim) je izraelská osada vesnického typu na Západním břehu Jordánu v distriktu Judea a Samaří a v Oblastní radě Šomron (Samařsko).

## Geografie
Nachází se na v nadmořské výšce 200 metrů na západním okraji hornatiny Samařska, v místech kde tato hornatina přechází v pahorky na pomezí Šaronské planiny. Ec Efrajim leží cca 10 kilometrů jihovýchodně od města Kalkílija, cca 13 kilometrů západně od města Ariel, cca 42 kilometrů severozápadně od historického jádra Jeruzalému a cca 27 kilometrů severovýchodně od centra Tel Avivu.
Osada je na dopravní síť Západního břehu Jordánu napojena přes lokální silnici vedoucí k sousední osadě Elkana a dál pomocí takzvané Transsamařské dálnice, která probíhá cca 2 kilometry jižně od Ec Efrajim a která zajišťuje spojení jak s vnitrozemím Západního břehu Jordánu a s městem Ariel, tak s aglomerací Tel Avivu.
Ec Efrajim leží v kompaktním bloku izraelských vesnic na západním okraji okupovaného Západního břehu Jordánu, jen cca 5 kilometrů od Zelené linie, která odděluje území Izraele v mezinárodně uznávaných hranicích. Součástí tohoto bloku jsou ještě obce Elkana a Ša'arej Tikva. Západně leží ještě izraelská osada Oranit, která je ale od ostatních oddělena palestinskou vesnicí Azzun Atma.

## Dějiny
Obec Ec Efrajim vznikla v roce 1985. Podle jiného zdroje už v roce 1984, kdy se tu usadily první rodiny. Oficiálně uznána byla v roce 1985.
Počátkem 21. století byla obec společně se sousedními izraelskými osadami zahrnuta do Izraelské bezpečnostní bariéry. Tento blok osad si Izrael hodlá ponechat i po případné mírové dohodě s Palestinci. V říjnu 2009 probíhaly na pomezí osad Ec Efrajim a Elkana přípravné pozemní práce na výstavbě nového obytného okrsku s 30 bytovými jednotkami. Celkový plán nové výstavby zde počítá se 184 byty.
V roce 2008 izraelské ministerstvo vnitra navrhlo sloučit osady Ec Efrajim, Elkana, Ša'arej Tikva a Oranit do jednoho města, které by se administrativně vydělilo z Oblastní rady Šomron a mělo by téměř 15 000 obyvatel.

## Demografie
Obyvatelstvo Ec Efrajim je v databázi rady Ješa popisováno jako smíšené, tedy sestávající ze sekulárních i nábožensky založených Izraelců. Podle údajů z roku 2014 tvořili naprostou většinu obyvatel Židé - cca 1500 osob (včetně statistické kategorie "ostatní", která zahrnuje nearabské obyvatele židovského původu ale bez formální příslušnosti k židovskému náboženství, cca 1600 osob).
Jde o menší obec vesnického typu s dlouhodobě rostoucí populací. K 31. prosinci 2014 zde žilo 1550 lidí. Během roku 2014 registrovaná populace stoupla o 26,5 %.
| Rok            | 1993 | 1994 | 1995 | 1996 | 1997 | 1998 | 1999 | 2000 | 2001 | 2002 | 2003 | 2004 | 2005 | 2006 | 2007 | 2008 | 2009 | 2010 | 2011 | 2012 | 2013 | 2014 |
| -------------- | ---- | ---- | ---- | ---- | ---- | ---- | ---- | ---- | ---- | ---- | ---- | ---- | ---- | ---- | ---- | ---- | ---- | ---- | ---- | ---- | ---- | ---- |
| Počet obyvatel | 217  | 237  | 269  | 350  | 428  | 464  | 500  | 525  | 575  | 606  | 617  | 627  | 642  | 679  | 704  | 716  | 731  | 759  | 808  | 864  | 1225 | 1550 |